# San Bartolo, Las Margaritas
San Bartolo är en ort i Mexiko.   Den ligger i kommunen Las Margaritas och delstaten Chiapas, i den sydöstra delen av landet, 900 km öster om huvudstaden Mexico City. San Bartolo ligger 317 meter över havet och antalet invånare är 807.
Terrängen runt San Bartolo är bergig västerut, men österut är den kuperad. San Bartolo ligger nere i en dal. Runt San Bartolo är det ganska glesbefolkat, med 30 invånare per kvadratkilometer. San Bartolo är det största samhället i trakten. I omgivningarna runt San Bartolo växer i huvudsak städsegrön lövskog.